# 维尔纳·冯·吉尔萨
维尔纳·冯·吉尔萨（1889年3月4日–1945年5月8日）是一位纳粹德国德意志國防軍将领，他在第二次世界大战期间担任的最后职务是德累斯顿作战指挥官）。
他在1936年担任过1936年夏季奥林匹克运动会奥运村指挥官。1941年4月1日-1943年4月4日，他担任第216步兵師师长。1941-42年冬季，该师被派往苏德战争戰場。吉尔萨在1943年7月1日晋升步兵上将。1943年6月11日-1944年11月23日间，他担任第89军军长，该军参与了斯海爾德河戰役。1945年3月15日-5月，吉尔萨担任德累斯顿作战指挥官，在战争结束后自杀。